# Саймон Леваєв
Саймон Лєваєв (уроджений Шимон Єгуда Хают; нар.. 27 вересня 1990, Бней-Брак, Тель-Авівський округ, Ізраїль) — ізраїльський шахрай, засуджений за крадіжку, підробку та шахрайство. За даними The Times of Israel, лише за період 2017—2019 років він, використовуючи схему Понці, виманив у жертв по всьому європейському континенту приблизно 10 мільйонів доларів. Історія його злочинної діяльності здобула широку популярність у 2019 році після публікації статті під назвою «The Tinder Swindler» журналістами-розслідувачами норвезького таблоїда Верденс ганг (VG) за підтримки ізраїльського журналіста Урі Блау, а потім у 2022 році після виходу однойменного документального фільму Netflix. У 2015 році був засуджений до двох років ув'язнення у Фінляндії, а в 2019 році — до 15 місяців в'язниці в Ізраїлі. Станом на 2019 рік він, як і раніше, розшукується в кількох країнах за шахрайство.

## Біографія
Шимон Хают народився в 1990 році в Бней-Браку в Ізраїлі, на схід від Тель-Авіва. У 15-річному віці переїхав до Брукліна, Нью-Йорка в США з друзями своєї сім'ї, які пізніше звинуватили його в неправомірному використанні їх кредитної картки. Згідно з інтерв'ю, взятим Фелісіті Морріс, Хают робив дрібні шахрайські дії, такі як підробка чеків, з підліткового віку. Пізніше він змінив своє ім'я з Шимон Хают на Саймон Леваєв, використовуючи прізвище Леваєв, щоб прикинутися, що він родич Лева Авнеровича Леваєва, ізраїльського бізнесмена, відомого як «Діамантовий король».
У 2011 році Хаюту було пред'явлено звинувачення в крадіжці, підробці документів та шахрайстві за переведення в готівку вкрадених чеків. Згідно з повідомленнями, він украв чекову книжку, що належить одній сім'ї, коли сидів з їхньою дитиною, і ще одну, коли працював різноробом у їхньому домі. Він так і не з'явився до суду і втік із країни через кордон до Йорданії за підробленим паспортом під ім'ям Мордехай Нісім Тапіро і далі — в Європу. У 2012 році ізраїльський суд висунув йому звинувачення у крадіжці та підробці чеків, а також у тому, що він залишив без нагляду п'ятирічну дитину, за якою мав наглядати. Перебуваючи в Європі, він експлуатував кількох жінок, використовуючи ім'я Майкл Білтон. У 2015 році був заарештований у Фінляндії та засуджений до трьох років в'язниці за обман кількох жінок. Під час арешту у Фінляндії він заявив, що є ізраїльтянином 1978 року народження, і у нього знайшли два підроблені ізраїльські паспорти, три підроблені посвідчення водія, два підроблені дозволи на польоти до Ізраїлю та п'ять підроблених кредитних карток American Express.
Достроково відбувши покарання, він повернувся до Ізраїлю, де у 2017 році йому було пред'явлено нове звинувачення та винесено вирок. Проте, за даними The Times of Israel, він, змінивши ім'я на Саймон Леваєв, утік із країни. Хайт подорожував Європою, представляючись сином ізраїльського алмазного магната Лева Леваєва, використовуючи додаток для знайомств Tinder, щоб зв'язуватися з жінками під ім'ям Леваєва і обманом змушувати їх позичати йому гроші, які ніколи не повертав. Він зачаровував жінок пишними подарунками та запрошував їх на вечері на приватних літаках, використовуючи гроші, які він позичав у інших жінок, яких раніше обманював. Пізніше вдавав, що на нього напали «вороги», часто відправляючи одні й ті самі повідомлення та зображення, вдаючи, що на його охоронця напали, і просив своїх жертв допомогти йому фінансово, при цьому вони часто брали банківські кредити, щоб йому допомогти. Потім Хайт використав гроші, отримані в результаті обману, для залучення нових жертв, працюючи, по суті, за схемою Понці. Пізніше він вдавав, що повертає гроші своїм жертвам, надсилаючи підроблені документи, що показують фальшиві банківські перекази.
У 2019 році його було заарештовано в Греції після використання підробленого паспорта. Пізніше того ж року він був засуджений до 15 місяців в'язниці в Ізраїлі, але був звільнений через п'ять місяців внаслідок пандемії COVID-19. За даними The Times of Israel, 2020 року він видавав себе за медичного працівника, щоб отримати вакцину від COVID-19 раніше терміну.
Хают також розшукується Норвегією, Швецією та Великою Британією за різні злочини, пов'язані з шахрайством та підробкою документів.
2022 року Netflix випустив документальний фільм, що описує його історію, розказану деякими з його жертв. За даними «Вашингтон пост», після виходу документального фільму компанія Tinder заборонила шахраю користуватися своїм додатком. Через кілька днів після виходу документального фільму Лєваєв розмістив у Instagram повідомлення, в якому заперечував, що є шахраєм, припустивши, що він «знімався» для документального фільму Netflix, додавши, що «настав час жінкам почати говорити правду».
22 квітня 2022 року в низці ЗМІ з'явилося повідомлення у тому, що Саймон Леваєв був заарештований в Іспанії.